# مالي موريس
مالي موريس (بالإنجليزية: Mali Morris)‏ هي فنانة بريطانية، ولدت في 5 فبراير 1945.